# 讷维克 (科雷兹省)
讷维克（法語：Neuvic，法語發音：[nøvik]）是法国科雷兹省的一个市镇，属于于塞勒区。

## 地理
讷维克（45°22'52"N, 2°16'16"E）面积72.88 平方千米，位于法国新阿基坦大区科雷兹省，该省份为法国中南部省份，北起上维埃纳省和克勒兹省，西接多爾多涅省，南至洛特省，东临多姆山省和康塔爾省。
与讷维克接壤的市镇（或旧市镇、城区）包括：阿尔什、沙尔维尼亚克、希拉克贝勒维、下拉马济耶尔、拉特龙什、利日尼亚克、帕利斯、圣伊莱尔吕克、塞朗东。

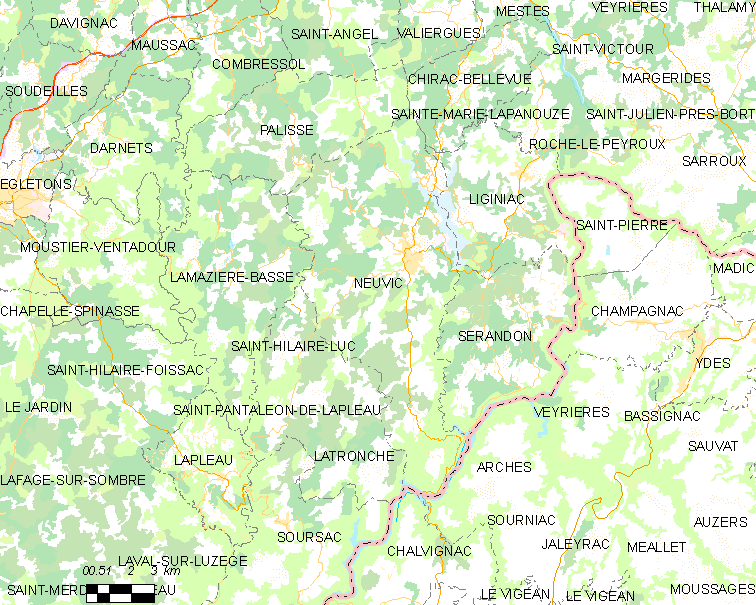
的OSM定位图

讷维克的时区为UTC+01:00、UTC+02:00（夏令时）。

## 行政
讷维克的邮政编码为19160，INSEE市镇编码为19148。

## 政治
讷维克所属的省级选区为上多尔多涅县。

## 人口

1962-2008年间人口变化图示

讷维克于2022年1月1日时的人口数量为1597人。